# Elecciones federales de México de 1994 en Baja California
Las Elecciones federales en Baja California de 1994 se llevaron a cabo el domingo 21 de agosto de 1994 y en ellas fueron renovados los titulares de los siguientes cargos de elección popular del estado mexicano de Baja California:
Diputados Federales de Baja California: 6 Electos por mayoría relativa elegidos en cada uno de los Distritos electorales, mientras otros son elegidos mediante representación proporcional.
Senadores: 3 electos por mayoría relativa y sumándose al Senador que había sido elegido desde 1991.

## Organización
9 partidos políticos nacionales tuvieron la posibilidad de registrar candidatos, de manera individual, formando coaliciones electorales entre dos o más partidos, o registrando candidaturas comunes, es decir registrar a un mismo candidato aunque cada partido compita de manera independiente.

## Resultados

### Diputaciones
| Distrito | Candidato electo              | Partido |
| -------- | ----------------------------- | ------- |
| I        | Martina Montenegro Espinoza   |         |
| II       | Francisco Dominguez García    |         |
| III      | Daniel Quintero Peña          |         |
| IV       | Héctor Humberto López Barraza |         |
| V        | Francisca Ana Krauss Velarde  |         |
| VI       | Jaime Martínez Veloz          |         |

### Senado
| Elección        | Candidato electo               | Partido |
| --------------- | ------------------------------ | ------- |
| Primera fórmula | Guilebaldo Silva Cota          |         |
| Segunda fórmula | Amador Rodríguez Lozano        |         |
| Primera minoría | Norberto Corella Gil Samaniego |         |